# Wu Peifu

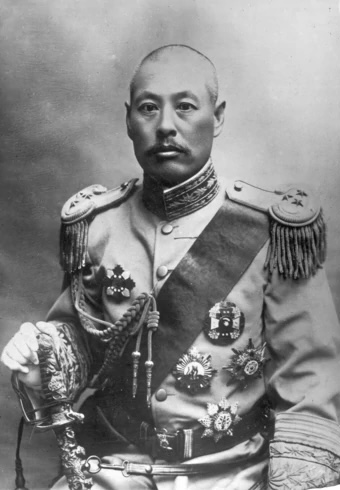
Wu Peifu

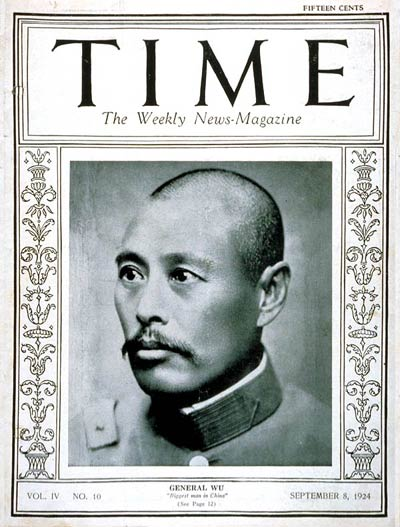
Wu Peifu, Time Magazine

Wu Peifu (chinesisch 吳佩孚, japanisch Go Heifu gelesen; * 22. April 1874 in der Provinz Shangdong; † 4. Dezember 1939 in Peking) war ein chinesischer Warlord, eine bedeutende Person im Kampf mit seinen Mitstreitern, die die Republik China zwischen 1916 und 1927 dominierten.

## Leben und Wirken
Wu Peifu trat schon in jungen Jahren dem Militär bei und machte seinen Abschluss an der Militärakademie Baoding. 1903 kam er ins Blickfeld der Japaner. Als diese in den 1930er Jahren einen Marionetten-Staat in China errichten wollten, dachten sie an ihn als Führer. Er wurde später von Japan ausgezeichnet für eine Erkundungsmission nach Korea und Mandschurei während des Russisch-Japanischen Kriegs (1904 bis 1905).
Bei der Jagd nach Zhang Zuolin (1875–1928) im Ersten Fengzhi-Krieg (第一次奉直戦争) trat er durch Bestechungswahlen die Nachfolge von Cao Xiong als Präsident an und wurde zu einer wichtigen Figur in der politischen Welt Pekings. Im Jahr 1923 schlug er einen Streik der Eisenbahner auf der Keihan-Linie (京漢線) nieder und tötete das Mitglied der Kommunistischen Partei, Lin Xiangqian (林 祥謙; * 1893). 1924 kämpften er erneut gegen die Fengtian-Fraktion (奉天派), wurde jedoch durch Feng Yuxiangs Überlaufen im Zweiten Fengzhi-Krieg (第二次奉直戦争) besiegt. Da Wu danach kein Comeback gelang, zog er sich 1932 nach Peking zurück. 
Während der japanischen Invasion in der Mandschurei beabsichtigte die japanische Kwantung-Armee 1935 in Nordchina den von Japan-kontrollierten Staat Mandschukuo zu etablieren. Oberst Doihara Kenji (1883–1948) versuchte Wu zu überreden, diesen zu leiten, aber Wu lehnte ab. Als die chinesischen Kommunisten und die Kuomintang sich nach dem Zwischenfall von Xi’an im Dezember 1936 zusammenfanden, befürchtete Wu einen größer werdenden Einfluss der Kommunisten in China. Peifu sah sich dadurch gezwungen der Marionettenregierung beizutreten. Er sah die Kooperation mit den Japanern als notwendige Lösung für geeignete Gegenmaßnahmen.
Wu wurde 1938 dann von der japanischen Seite angesprochen, eine neue Regierung zu übernehmen, die die Vorläufige Regierung in Beijing und die Reform-Regierung in Nanjing ablösen sollte. Er verlangte aber eine größere Kontrolle über seine Regierung, als die japanische gewähren wollte. Doch dies geschah nur dem Namen nach, er kooperierte überhaupt nicht und starb 1939 während des antijapanischen Krieges an einer Sepsis.